# Фукуда Дэнси Арена
«Фукуда Дэнси Арена» (яп. フクダ電子アリーナ) — стадион, расположенный в районе Тюо-ку города Тиба одноимённой префектуры, Япония. Является домашней ареной клуба Джей-лиги «Итихара Тиба». Стадион вмещает 19 781 зритель и был построен в 2005 году.

## История
Первоначально стадион назывался «Футбольный стадион города Тибы Сога» (千葉市蘇我球技場), затем ему было дано на конкурсной основе название компании «Fukuda Denshi», производителя медицинских электрических инструментов. Стадион же был построен на месте бывшего завода «Kawasaki Steel»
Первый международный матч на стадионе состоялся 30 мая 2009 года, в котором сборные Бельгии и Чили сыграли вничью (1 : 1).

## Транспорт
- Линия Кэйё, Линия Утибо и Линия Сотобо: 8 минут пешком от станции Сога.
- Линия Тиба и Линия Тихара: 20-30 минут пешком от станции Тибадэра.